# Новоселани (община Чешиново-Облешево)
Вижте пояснителната страница за други значения на Новоселани.
Новоселани (на македонска литературна норма: Ново Селани) е село в източната част на Северна Македония, в община Чешиново-Облешево.

## География
Селото е разположено в Кочанското поле, западно от град Кочани.

## История
В 1981 година от епископ Горазд Тивериополски е осветен темелният камък на църквата „Света Петка“, градена върху основите на по-стара църква.